# Ніколаєвка (Суєтський район)
Нікола́євка (рос. Николаевка) — селище у складі Суєтського району Алтайського краю, Росія.

## Населення
Населення — 28 осіб (2010; 34 у 2002).
Національний склад (станом на 2002 рік):
- росіяни — 85 %